# Drifter
Drifter — серия комиксов, которую в 2014—2017 годах издавала компания Image Comics.

## Синопсис
Человечество колонизировало множество планет. Главный герой, Абрам Поллукс, делает аварийную посадку на Оро, где процветает беззаконие. Теперь ему предстоит выжить.

## История создания
В интервью Ник Кляйн говорил, что он и Брэндон «как бы соединили две существующие идеи, которые были у них в течение многих лет, и объединили их в своего рода мета-идею». Сам сценарист заявлял, что, помимо Поллукса, «во многих отношениях планета Оро является главным героем».

## Коллекционные издания
| Название                 | Тип            | Дата выхода    | Собранный материал | Кол-во страниц | ISBN                       |
| ------------------------ | -------------- | -------------- | ------------------ | -------------- | -------------------------- |
| Vol. 1: Out of the Night | Мягкая обложка | 17 июня 2015   | Drifter #1-5       | 128            | 978-1632152817, 1632152819 |
| Vol. 2: The Wake         | Мягкая обложка | 9 декабря 2015 | Drifter #6-9       | 104            | 978-1632155016, 163215501X |
| Vol. 3: Lit by Fire      | Мягкая обложка | 2 ноября 2016  | Drifter #10-14     | 128            | 978-1632157065, 1632157063 |
| Vol. 4: Remains          | Мягкая обложка | 12 июля 2017   | Drifter #15-19     | 120            | 978-1534301870, 1534301879 |

## Реакция

### Отзывы критиков
На сайте Comic Book Roundup серия имеет оценку 8,9 из 10 на основе 51 рецензии. Джим Джонсон из Comic Book Resources, обозревая дебют, посчитал, что «и Брэндон, и Кляйн дают достаточно причин, чтобы прочитать выпуск №2». Брэндан Макгуирк из Newsarama дал первому выпуску 9 баллов из 10 и написал, что «лаконичный сценарий Ивана Брэндона держит напряжение, как струна фортепиано, но что лучшее в Drifter — так это пышная, великолепная работа художника Ника Кляйна». Аарон Дюран с того же портала поставил дебюту оценку 8 из 10, но отметил, что «сюжета, за который читатель может зацепиться, очень мало». Райан Скотт из Comics Bulletin присвоил первому выпуску 3 звезды с половиной из 5 и посчитал, что на комикс оказала влияние франшиза «Звёздные войны». Грегг Кацман из Comic Vine вручил дебюту 4 звезды из 5 и сравнил его с Borderlands.

### Продажи
Ниже представлен график продаж сборников комикса за их первый месяц выпуска на территории Северной Америки.